# Купано (Анкона)
Купано је насеље у Италији у округу Анкона, региону Марке.
Према процени из 2011. у насељу је живело 32 становника. Насеље се налази на надморској висини од 508 м.